# Термохалинная циркуляция

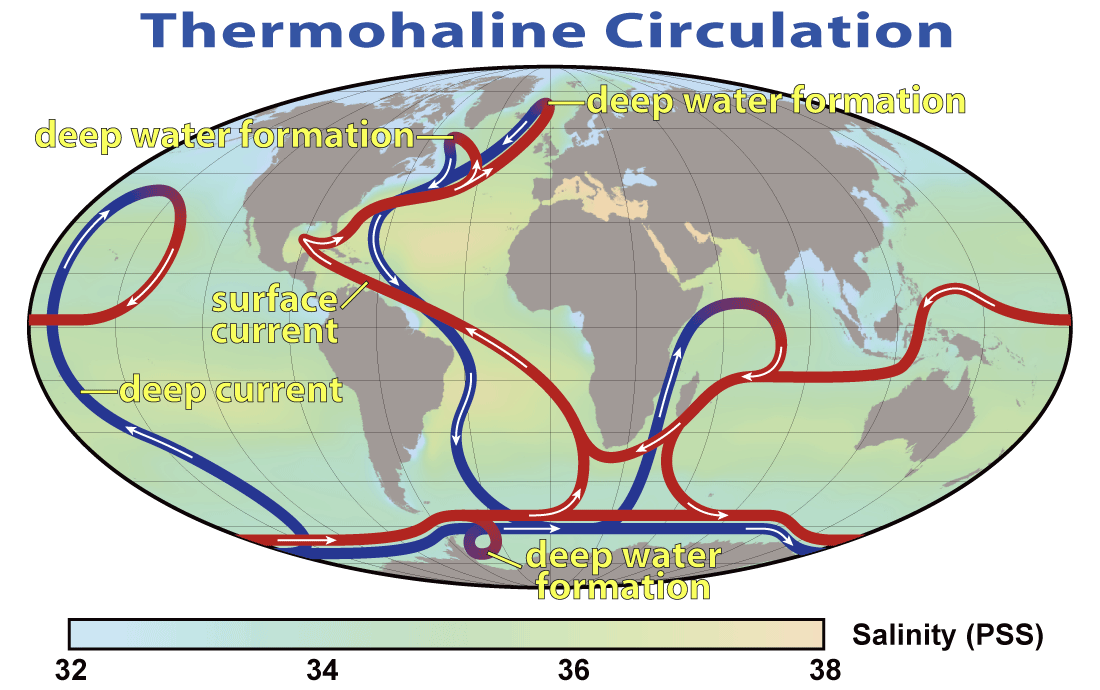
Упрощённое представление океанской термохалинной циркуляции. Синие линии — глубоководные течения (несущие более плотные воды), красные линии — поверхностные течения (несущие менее плотные воды)

Термохали́нная циркуля́ция — циркуляция, создаваемая за счет перепада плотности воды, образовавшегося вследствие неоднородности распределения температуры и солёности в океане. Понижение температуры и увеличение солености жидкости увеличивают ее плотность.
Термин термохали́нная циркуля́ция относится к той части крупномасштабной океанической циркуляции, которая вызывается градиентами плотности в результате действия потоков пресной воды и тепла. Прилагательное термохалинный состоит из двух частей: термо — температура и халин — солёность. Эти два фактора (температура и солёность) вместе определяют плотность морской воды.
Уже в конце XVIII века на основании лишь одного измерения температуры воды на большой глубине Бенджамин Томпсон, известный также как граф Румфорд, предположил, что в высоких широтах вода «из-за холодных ветров лишается значительной части своего тепла», опускается вниз на большую глубину и движется в сторону экватора, а на поверхности возникают компенсирующие течения, направленные в сторону высоких широт.
Современные представления о механизме термохалинной циркуляции основаны на работах Генри Стомелла и Уоллеса Брокера (1950-е — 1970-е годы).
Ветровые поверхностные течения (такие как Гольфстрим) перемещают воды из экваториальной части Атлантического океана к северу. Эти воды попутно охлаждаются и в итоге за счёт увеличившейся плотности погружаются ко дну (формируя Североатлантическую глубинную водную массу (или же Североатлантические глубокие воды, North Atlantic Deep Water)). Плотные воды на глубинах перемещаются в сторону, противоположную направлению движения ветровых течений. Хотя бо́льшая их часть поднимается обратно к поверхности в районе Южного океана, самые старые из них (с транзитным временем около 1600 лет) поднимаются в северной части Тихого океана.
Таким образом, между океанскими бассейнами существует постоянное перемешивание, которое уменьшает разницу между ними и объединяет океаны Земли в глобальную систему. Во время движения водные массы постоянно перемещают как энергию (в форме тепла), так и вещество (частицы, растворённые вещества и газы), поэтому термохалинная циркуляция существенно влияет на климат Земли.
Термохалинную циркуляцию часто называют океаническим конвейером (англ. ocean conveyor belt). При этом до сих пор неясно, непрерывно ли движется этот «конвейер», меняет ли он периодически свою скорость, а главное — в какой степени все это связано с изменениями климата. Убедительных данных о наличии такой связи пока нет. Специалисты также спорят о том, что же является основным движителем «конвейера» — увеличение плотности воды, заставляющее её тонуть, или же сильные ветра, заставляющие подниматься воду к поверхности.